# Constantin von Wurzbach
Constantin von Wurzbach (Konstant Wurzbach Ritter von Tannenberg, ur. 11 kwietnia 1818 w Lublanie, zm. 18 sierpnia 1893 w Berchtesgaden w Bawarii) – austriacki pisarz, bibliograf.

## Życiorys
Pochodził z austriackiej rodziny urzędniczej z Laibach (Lublany). Studiował prawo w Grazu. W 1837, w stopniu kadeta został wcielony do Galicyjskiego Pułku Piechoty Nr 30, który wówczas stacjonował w Krakowie-Podgórzu. Później awansował na podporucznika. W 1843 Konstantin von Wurzbach obronił doktorat na Wydziale Filozoficznym Uniwersytetu Lwowskiego. Po doktoracie wystąpił z wojska i podjął pracę w Bibliotece Uniwersyteckiej. Publikował także w lwowskiej, niemieckojęzycznej „Amts-Zeitung”. W roku 1848 (w wyniku wypadków związanych z Rabacją galicyjską) wyjechał do Wiednia, gdzie pracował w Bibliotece Dworskiej (Cesarskiej) i archiwum Ministerstwa Spraw Wewnętrznych.
W latach 50. XIX w. zaczął pracować nad dziełem swojego życia – 60-tomowym Biographisches Lexikon des Kaiserthums Oesterreich.
Pisał wyłącznie w języku niemieckim.

## Związki z Galicją
Z Galicją związane są:
- anonimowo wydana broszura Galizien in diesem Augenblick (1848)
- poświęcony Krakowowi cykl powieściowy: Von einer verschollen Konigsstadt (1850)
- zbiory twórczości ludu rusińskiego i obrazki z Galicji: Volkslieder der Polen und Ruthenen (1845), Sprichworter der Polen und Ruthenen (1852)
- Die Kirchen der Stadt Krakau (1853) – praca poświęcona zabytkom sakralnym w Krakowie

Wurzbach przekładał również na język niemiecki powieści Józefa I. Kraszewskiego – m.in. Poeta i świat, Karpackich górali Józefa Korzeniowskiego i poezję Adama Mickiewicza.